# Aluatu, Taraclia
Aluatu este un sat din raionul Taraclia, Republica Moldova.

## Etimologie
Deși denumirea satului prezintă asonanță cu substantivul comun aluat, stabilirea originii toponimului este incertă. Fiind atestat inițial cu formele Alaluvat, Alaluat, Alavat, probabil că derivă din limba tătară.

## Demografie

### Structura etnică
Structura etnică a localității conform recensământului populației din 2004:
| Grup etnic                                               | Populație | % Procentaj  |
| -------------------------------------------------------- | --------- | ------------ |
| Băștinași declarați Moldoveni Băștinași declarați Români | 700 13    | 61,24% 1,14% |
| Bulgari                                                  | 353       | 30,88%       |
| Ucraineni                                                | 39        | 3,41%        |
| Găgăuzi                                                  | 17        | 1,49%        |
| Ruși                                                     | 13        | 1,14%        |
| Țigani                                                   | 1         | 0,09%        |
| Alții                                                    | 7         | 0,61%        |
| Total                                                    | 1143      | 100%         |

## Administrație și politică
Componența Consiliului local Aluatu (9 consilieri), ales la 19 noiembrie 2023, este următoarea:
|  | Partid                                       | Consilieri | Componență | Componență | Componență | Componență |
|  | -------------------------------------------- | ---------- | ---------- | ---------- | ---------- | ---------- |
|  | Partidul Socialiștilor din Republica Moldova | 4          |            |            |            |            |
|  | Partidul Schimbării                          | 3          |            |            |            |            |
|  | Partidul Acțiune și Solidaritate             | 2          |            |            |            |            |